# Dar Moulay Ali
Dar Moulay Ali es un riad situado en Marrakech, Marruecos, justo al lado de la Mezquita Kutubía. Actualmente alberga el consulado francés.

## Historia
La residencia fue construida en la década de 1820, durante el reinado del sultán Abd ar-Rahmán ibn Hisham, por Sulayman as-Siyadmi, un caíd de la tribu Chiadma. El hijo y sucesor del sultán, Mohammed IV, confiscó la residencia y se la regaló a su hermano Ali (Moulay Ali), de quien recibe ahora el nombre la residencia. Durante el protectorado francés en Marruecos (1912-1956) fue utilizado como residencia de diversos oficiales militares. Hoy en día es sede del consulado francés. El edificio fue restaurado por última vez en 2015.

## Arquitectura

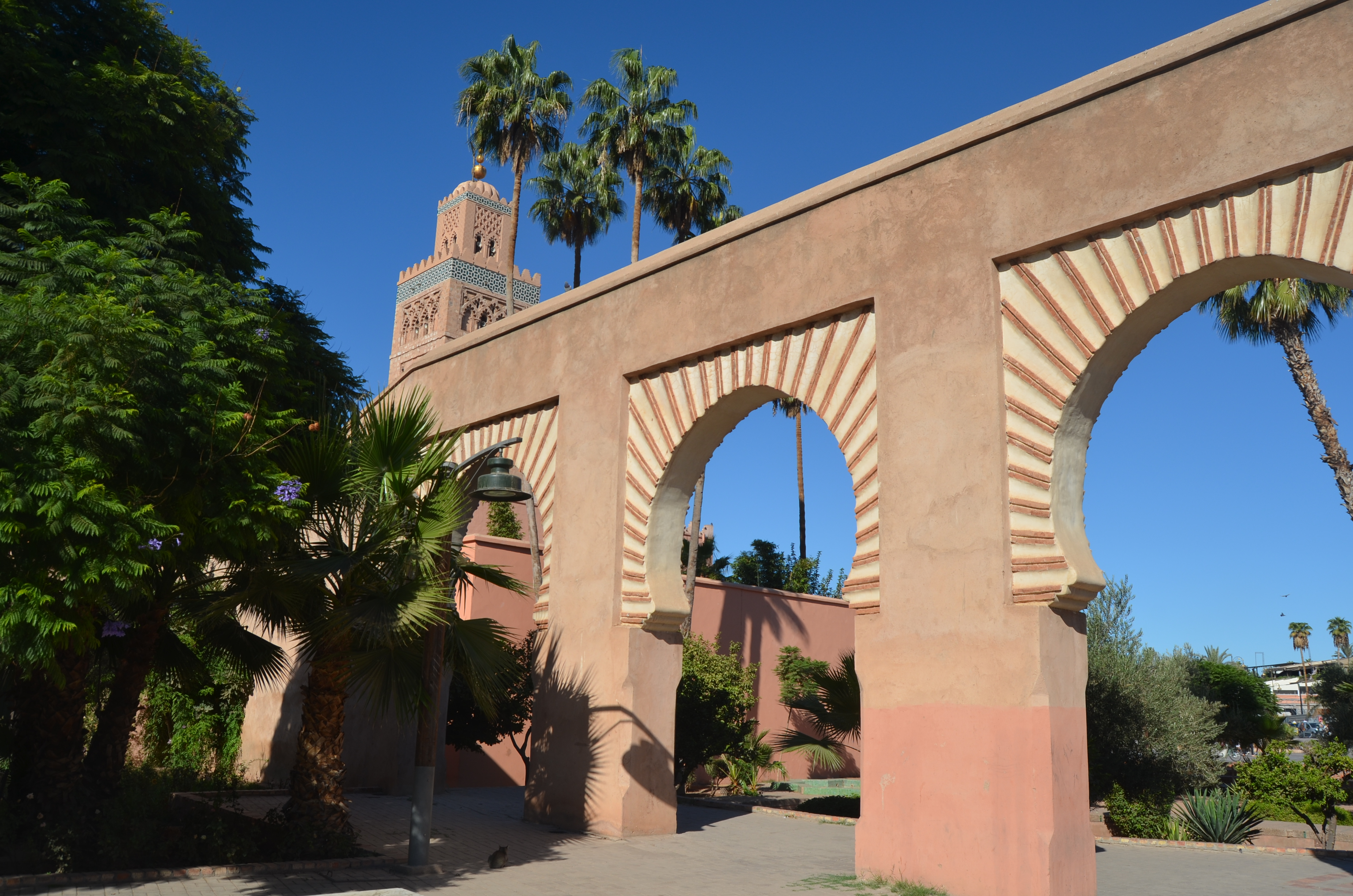
Arcos y jardín en el exterior del Dar Moulay Ali en la actualidad, antiguamente parte del jardín exterior (oriental) del palacio.

La residencia está situada justo al este de la Mezquita Kutubía, entre la mezquita y el tramo urbano de la carretera Nacional 7. Se compone de una gran casa centrada alrededor de un pequeño patio con jardín, al que se abren salones ornamentados. La casa estaba decorada con motivos arabescos pintados, azulejos zellige e inscripciones árabes epigráficas. En el lado suroeste, junto a la mezquita, se alzaba originalmente un imponente menzeh, o pabellón de observación, pero fue demolido en la década de 1920. La entrada principal original de la residencia estaba en su lado noreste, donde un gran jardín rectangular tipo riad (un jardín dividido en cuatro partes por dos caminos que se cruzan, con una fuente central en la intersección de los caminos) conducía a un porche decorado frente a la puerta de entrada. El jardín del riad tenía dos pequeñas entradas exteriores en su lado este, pero la entrada principal al recinto era a través de otro patio en su lado sur. Este patio y el jardín del riad, sin embargo, fueron demolidos en su mayor parte en el siglo xx cuando se amplió la calle principal en su lado este, aunque se han conservado rastros de él que pueden verse fuera de los muros actuales de la residencia. En el lado sur de la residencia se extendía un parque con jardín aún más grande, que todavía existe hoy en día.